# Isaac Díaz
Isaac Alejandro Díaz Lobos (ur. 24 marca 1990 we Fresii) – chilijski piłkarz występujący na pozycji napastnika, obecnie zawodnik meksykańskiego Cafetaleros.

## Kariera klubowa
Díaz w wieku juniorskim spędził kilka miesięcy w stołecznym klubie CSD Colo-Colo, jednak profesjonalną karierę rozpoczynał w drużynie CD Huachipato z siedzibą w Talcahuano. Do seniorskiego zespołu został włączony jako dziewiętnastolatek przez szkoleniowca Fernando Vergarę i w chilijskiej Primera División zadebiutował 3 maja 2009 w wygranym 3:1 spotkaniu z Ñublense. Nie potrafił sobie jednak wywalczyć miejsca w wyjściowym składzie i pełnił wyłącznie rolę głębokiego rezerwowego, wobec czego w styczniu 2010 udał się na wypożyczenie do trzecioligowego CD Trasandino z siedzibą w Los Andes, gdzie spędził rok. W późniejszym czasie, również na zasadzie wypożyczenia, zasilił inną drużynę z Talcahuano – drugoligowy Deportes Naval, w którego barwach również występował przez rok bez większych sukcesów. Na początku 2012 roku został wypożyczony do kolejnego drugoligowca – CD Ñublense z miasta Chillán, gdzie od razu został największą gwiazdą drużyny. Na koniec sezonu 2012 wywalczył z Ñublense awans do pierwszej ligi, zaś sam został odznaczony przez magazyn El Gráfico nagrodą dla najlepszego piłkarza drugiej ligi chilijskiej.
Wiosną 2013 Díaz za sumę 250 tysięcy dolarów przeszedł do czołowego klubu w kraju – Universidadu de Chile ze stołecznego Santiago. Tam szybko został podstawowym napastnikiem drużyny i w jej barwach strzelił swojego premierowego gola w najwyższej klasie rozgrywkowej; 27 lutego 2013 w przegranej 1:2 konfrontacji z Santiago Wanderers. W tym samym roku zdobył ze swoją ekipą krajowy puchar – Copa Chile, zaś ogółem barwy Universidadu reprezentował przez półtora roku, będąc czołowym strzelcem zespołu. W lipcu 2014 przeniósł się do meksykańskiego klubu Chiapas FC z miasta Tuxtla Gutiérrez, który wyłożył na jego transfer ponad milion dolarów. W tamtejszej Liga MX zadebiutował 9 sierpnia 2014 w wygranym 3:2 meczu z León, natomiast pierwszą bramkę zdobył 28 września tego samego roku w zremisowanym 2:2 pojedynku z Pumas UNAM, jednak nie spełnił pokładanych w nim oczekiwań, będąc niemal wyłącznie rezerwowym. Dobre występy notował natomiast w rozgrywkach krajowego pucharu (Copa MX), w wiosennym sezonie Clausura 2015 zostając ich królem strzelców z pięcioma golami na koncie.
W lipcu 2015 Díaz został wypożyczony do ekipy Puebla FC, której barwy reprezentował przez pół roku; zdobył z nią superpuchar Meksyku – Supercopa MX, jednak ponownie pełnił rolę alternatywnego gracza. Wobec sporadycznych występów, bezpośrednio po tym udał się na wypożyczenie po raz kolejny, tym razem do drugoligowego Cafetaleros de Tapachula.
| Sezon     | Klub                     | Kraj   | Rozgrywki        | Mecze | Bramki |
| --------- | ------------------------ | ------ | ---------------- | ----- | ------ |
| 2009      | CD Huachipato            | Chile  | Primera División | 3     | 0      |
| 2010      | CD Trasandino            | Chile  | Tercera División | 8     | 0      |
| 2011      | Deportes Naval           | Chile  | Primera B        | 31    | 7      |
| 2012      | CD Ñublense              | Chile  | Primera B        | 34    | 20     |
| 2013      | Universidad de Chile     | Chile  | Primera División | 11    | 8      |
| 2013/2014 | Universidad de Chile     | Chile  | Primera División | 32    | 10     |
| 2014/2015 | Chiapas FC               | Meksyk | Liga MX          | 18    | 2      |
| 2015/2016 | Puebla FC                | Meksyk | Liga MX          | 8     | 0      |
| 2015/2016 | Cafetaleros de Tapachula | Meksyk | Ascenso MX       |       |        |